# Franko Luin

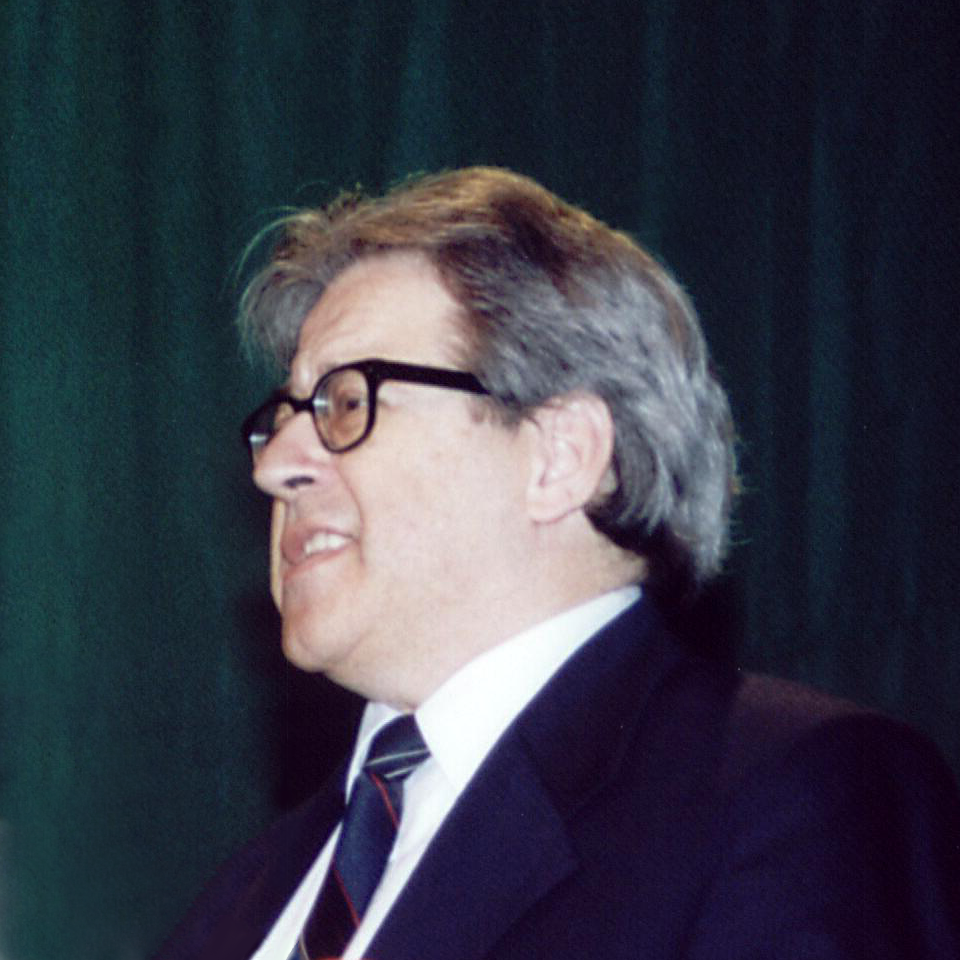
Franko Luin pā Esperanto-världensförbundet i Göteborg, 2003

Franko Luin, född 6 april 1941 i Trieste, Italien, död 15 september 2005, var en svensk typsnittstecknare. Luin var av slovenskt ursprung. Som barn fick han uppleva att hans far fördes bort till koncentrationsläger och tog sig hem igen efter krigsslutet. Faderns syskon hjälpte familjen med livsmedel under den perioden.
På 1950-talet bodde familjen i den slovenska byn Repnic på högplatån utanför Trieste. Gränserna förändrades efter kriget, så att byn låg i Italien, några kilometer från gränsen till Jugoslavien. Franko Luins släkt bodde på båda sidor om gränsen. Motsättningarna mellan den italienska majoriteten och den slovenska minoriteten i Trieste var hårda.
Franko lärde sig esperanto som 15-åring, och var med vid ungdomsarrangemang på esperanto i Jugoslavien. Han var intresserad av esperanto på grund av ett genuint språkintresse och för att esperanto är tänkt att fungera som en brygga mellan olika folk och nationer. Genom esperantointresset träffade han också hustrun Ulla och många andra som skulle bli hans vänner.
Han påbörjade tolkstudier vid universitetet i Trieste, men beslöt sig för att lämna Italien och flyttade till Sverige 1961, när svenska företag sökte efter arbetskraft i södra Europa. Han arbetade en tid i Lund och Malmö, kom in vid Grafiska Institutet i Stockholm 1967, där han diplomerades. Efter studierna fick han anställning som grafisk formgivare på Ericsson 1967–1989.
Efter 1989 drev han företaget Omnibus Typografi med grafiska produkter: trycksaker och senare även webbplatser. Han började teckna bokstäver för datorbruk, och blev känd för sina typsnitt bland grafiker världen över. Som en utveckling av typsnitten lade han upp hela böcker i elektronisk miljö. Han intresserade sig särskilt för äldre böcker som inte längre finns att få tag i, till exempel svenska författare från 1800-talet, men också böcker på esperanto och slovenska, däribland även nyare litteratur och i något fall böcker som inte alls getts ut i pappersform, och hade kontakt med flera nutida slovenska författare.
Luin hade redan som ung ett intresse för tidskrifter. På 1990-talet, när Internet började användas, lade han upp en samling på 15 000 länkar till tidskrifter världen över, som han kallade ”Kiosken”, som blev grunden till ett bibliotekssystem.
Frankos intresse för esperanto gick som en röd tråd genom livet. 1969 var han med och organiserade en internationell ungdomskongress i Tyresö. Han översatte sångtexter till esperanto och skrev poesi på språket. Han var med i Svenska Esperantoförbundets styrelse, bland annat som ordförande och som redaktör för medlemstidningen. Han var med i det internationella esperantoförbundets representantskap under en period. Hans grafiska kunskaper och hans kunskaper i data gjorde honom till en föregångare i internetfrågor på esperanto.
Efter flytten till Sverige på 1960-talet blev det tydligt för Luin, att han måste underhålla sitt slovenska modersmål för att inte förlora kontakten med sitt ursprung. Han skaffade sig en vana att läsa en slovensk dagstidning, först i form av prenumeration, senare via internet, och han deltog i en sommarkurs för utvandrade slovener. Släkten såg till att hålla kontakten med honom och i Sverige var han med i Svensk-slovenska vänskapsföreningens styrelse. De slovenska sångerna, som han lärt sig i ungdomen, sjöng han när han deltog i den slovenska sånggruppen.

## Typsnitt gjorda av Franko Luin
| - Ad Hoc - Baskerville Classico - Birka - Bodoni Classico - Carniola - Caslon Classico - Cirkus - Devin - Dialog - Edinost - Emona - Esperanto - Fortuna | - Garamond Classico - Goudy Modern 94 - Goudy Village - Griffo Classico - Humana - Inko - Isolde - Jenson Classico - Jesper - Jonatan - Kalix - Kasper - Kis Classico | - Luma - Manuskript - Marco Polo - Maskot - Memento - Miramar - Norma - Nyfors - Odense - Odense Neon - Omnibus - Pax - Pax #2 | - Persona - Ragnar - Res Publica - Rustika - Saga - Semper - Stockholm Runt - Transport - Valdemar - Vega antikva - Zip 2000 |